# The Yardbirds
The Yardbirds este o formație foarte influentă de muzică rock din Marea Britanie, cunoscută mai ales datorită faptului că trei chitaristi renumiți și-au început carierele lor muzicale cu ei: Eric Clapton, Jeff Beck și Jimmy Page; toți trei fiind plasați foarte sus în diverse clasamente ale celor mai buni chitariști ai lumii, după multiple surse. Oricum în clasamentul revistei "Rolling Stone" cei trei se clasează în primii cinci chitariști ai lumii. 
Inițial o formație de muzică blues, The Yardbirds au avut o serie de hit-uri în mijlocul anilor 1960, așa cum au fost "For Your Love", "Over, Under, Sideways, Down" și "A Heartful of Soul", plasându-i și în alte categorii muzicale, precum cele ale rock-blues-ului și ale muzicii soul.
The Yardbirds au fost una dintre formațiile cele mai influente ale valului britanic al anilor 1960 și respectiv una dintre cele mai iubite trupe ale primei invazii muzicale britanice, constituiind totodată o legătură importantă între muzica rythm and blues britanică și rock-ul psihedelic al anilor târzii 1960.

În același timp, numeroși critici muzicali creditează The Yardbirds ai deceniului șase al secolului 20 cu „contribuții esențiale la nașterea muzicii psihedelice” , respectiv cu „semănarea semințelor” genurilor muzicale de punk rock, progressive rock și heavy metal, printre multe alte sub-genuri muzicale ale muzicii rock, pe care le-au abordat.

## Membri

### Membrii actuali
(Formația de turneu)
- Andy Mitchell- vocalist, chitară, muzicuță
- Ben King - chitară solo (2005-prezent)
- Chris Dreja - chitară ritmică, voce de fundal (1963-1968, 1992-prezent)
- David Smale- bas
- Alan Glen - muzicuță, percuție (1996 - 2003, 2008-prezent)
- Jim McCarty - baterie, voce de fundal (1963-1968, 1992-prezent)

## Discografie

### Albume
- For Your Love (C) -- Epic LN-24167/BN-26167, iulie 1965, SUA #96
- Having a Rave Up with The Yardbirds (V) -- Epic LN-24177/BN-26177, noiembrie 1965, SUA #53
- The Yardbirds (a.k.a. Roger the Engineer) - Columbia, iulie 1966
- Little Games (SUA) -- Epic LN-24313/BN-26313, august 1967, SUA #80
- Birdland

## Albume din concert
- Five Live Yardbirds UK: Columbia 33SX1677, 1964; SUA, cancelled: Epic LN-24201/BN-26201
- Sonny Boy Williamson and The Yardbirds Fontana TL 5277, ianuarie 1966,
- Live Yardbirds: Featuring Jimmy Page (SUA) -- Epic E-30615, 1971 and Columbia Special Products P-13311, 1976 (rec. 1968)
- BBC Sessions—Warner Archives, 1999, rec. 1965-1968
- Blueswailing July '64 (Live)—2003
- Yardbirds: Reunion Jam, Vol II -- 2006
- Live at B.B. King Blues Club—2007

## Compilații
- Heart Full of Soul (Compilație Canada) -- Capitol T-6139, septembrie 1965
- Having a Rave Up (Compilație SUA) -- Capitol T-6166, martie 1966
- Over Under Sideways Down (Compilație Canada) -- Capitol T-6202,
- The Yardbirds Greatest Hits (SUA) -- Epic LN-24246/BN-26246, aprilie 1967, SUA #28
- The Yardbirds featuring Performances by Jeff Beck, Eric Clapton, Jimmy Page (SUA) -- Epic EG-30135, octombrie 1970, SUA #155
- Blue Eyed Blues—1972
- Afternoon Tea—Rhino RNDF-253, 1982
- London 1963: The First Recordings!—1984
- Little Games Sessions and More—1992
- Cumular Limit—2000
- Ultimate!—2001

## Muzică de film
- Blow Up: Original Motion Picture Soundtrack—MGM 4447, mai 1966—SUA #192

## Single-uri
- "I Wish You Would" b/w "A Certain Girl"—UK Columbia DB7283 (5/1964) /US Epic 9709 (8/1964)
- "Good Morning Little Schoolgirl" b/w "I Ain't Got You"—UK Columbia DB7391 - 10/1964—UK #44
- "For Your Love" b/w "Got To Hurry"—UK Columbia DB7499 (3/1965)/US Epic 9790 4/1965—UK #3/US #6
- "Heart Full of Soul" b/w "Steeled Blues"* -- UK Columbia DB7594/US Epic 9823–6/1965—UK #2/US #9
- "Evil Hearted You" b/w "Still I'm Sad"—UK Columbia DB7706–9/1965—UK #3
- "Five Yardbirds" e.p.:  "My Girl Sloopy", "I'm Not Talking", "I Ain't Done Wrong"—Columbia SEG 8421–8/65
- "I'm a Man" b/w "Still I'm Sad -- US Epic 9857 (USA only) 10/1965 -- US #17
- "Boom Boom" (J.L. Hooker) b/w "Honey On Your Hips" (Netherlands only 1965, CBS 1.433)
- "Shapes of Things" b/w "You're A Better Man Than I"—UK Columbia DB7848–2/1966—UK #3
- "Shapes of Things" b/w "I'm Not Talking"—US Epic 9891–2/1966
- "Shapes of Things" b/w "New York City Blues"—US Epic 10006–1966—US #11
- "Over Under Sideways Down" b/w "Jeff's Boogie"—UK Columbia DB7928 (5/1966) /US Epic 10035 (6/66) -- UK #10/US #13
- "Questa Volta" b/w "Paff...Bumm" - R International SI R20-010 1966 (Italia only)
- "Happenings Ten Years Time Ago" b/w "Psycho Daisies -- UK Columbia DB8024 -- 10/1966 -- UK #43
- "Happenings Ten Years Time Ago" b/w "The Nazz Are Blue"* -- US Epic 10094–11/1966—US #30
- "Yardbirds" ep: "Over Under Sideways Down", "I Can't Make Yor Way" b/w "He's Always There", "What Do You want" - 1/1967, Columbia SEG 8521
- "Little Games" b/w "Puzzles"* -- UK Columbia DB8165/US Epic 10156–4/1967—US #51
- "Ha Ha Said The Clown*" b/w "Tinker Tailor Soldier Sailor"—US Epic 10204 (USA only) 7/1967—US #45
- "Ten Little Indians" b/w "Drinking Muddy Water"—US Epic 10248 (USA only) -- 10/1967—US #96
- "Goodnight Sweet Josephine*" b/w "Think About It"* -- UK Columbia DB8368 (cancelled)/US Epic 10303 (3/1968) -- US #127